# Гай Цестий Гал (консул 42 г.)
Вижте пояснителната страница за други личности с името Гай Цестий Гал.
Гай Цестий Гал (на латински: Gaius Cestius Gallus; † 67, Сирия) е сенатор на Римската империя през 1 век.
Произлиа от фамилията Цестии и е син на Гай Цестий Гал (консул 35 г.).
През 42 г. консули са Тиберий Клавдий Цезар Август Германик II (януари–февруари) и Гай Цецина Ларг (цялата година). Гай Цестий Гал става суфектконсул на мястото на Клавдий от март до август 42 г. От септември до октомври на неговото място идва като суфектконсул Корнелий Луп.
От 63 до 67 г. Цестий Гал е управител (легат Augusti pro praetore) на провинция Сирия, първо без главното командване на войската, които остават подчинени на Гней Домиций Корбулон. През 66 г. Цестий Гал получава легиони и прави опит да прекрати конфликтите в Юдея между прокуратор Гесий Флор и населението, от които се развива юдейската война. Цестий Гал трябва да прекрати обсадата на Йерусалим и при отстъплението претърпява големи загуби. Следващата година той умира в своята провинция. Негов наследник като управител става Гай Лициний Муциан, докато по-късният император Веспасиан става главнокомадващ при потушаването на юдейското въстание.